# Omán en los Juegos Olímpicos de Barcelona 1992
Omán estuvo representado en los Juegos Olímpicos de Barcelona 1992 por cinco deportistas masculinos que compitieron en dos deportes.
El equipo olímpico omaní no obtuvo ninguna medalla en estos Juegos.